# Pseudalleucosma machatschkei
Pseudalleucosma machatschkei är en skalbaggsart som beskrevs av Ruter 1960. Pseudalleucosma machatschkei ingår i släktet Pseudalleucosma och familjen Cetoniidae. Inga underarter finns listade i Catalogue of Life.